# Cathy Hackl
Cathy Hackl es una futurista, autora, costarricense-estadunidense. Se ha dedicado a la investigación y consultoría del metaverso, videojuegos, web3 y realidad aumentada.

## Carrera
En el año 2017 Cathy comenzó su carrera en el campo de la tecnología y de la divulgación de realidad aumentada, en HTC Vive. Luego se unió al equipo de Magic Leap y para el año 2021 ya había lanzado su negocio propio. Actualmente difunde sus hallazgos y contribuciones en medios de comunicación como The Wall Street Journal, WIRED y Forbes.
Actualmente es la CEO de Futures Intelligence Group Archivado el 19 de abril de 2022 en Wayback Machine., empresa dedicada a la investigación y asesoría a negocios como Clinique and P&G en temas estratégicos de tokens no fungibles, más conocidos como NFTs, videojuegos y moda virtual.  Además de investigación, Hackl divulga temas del metaverso a través de dos podcasts: Adweek´s Metaverse Marketing y Future Insiders, dedicado a entusiastas del marketing y de las tendencias web3.

## Premios y reconocimientos
- 2020 - Entre el top 10 de las mujeres más influyentes en la tecnología, por BigThink[7]

## Publicaciones
- G. Wolfe, S., Hackl. C. 2017. Marketing New Realities: An Introduction to Virtual Reality & Augmented Reality Marketing, Branding & Communications
- Buzzell, J., Hackl, C. 2021. The Augmented Workforce: How AI, AR and 5G Will Impact Every Dollar You Make
- Hackl, C., Lueth, D., Di Bartolo, T. 2022. Navigating the Metaverse: A Guide to Limitless Possibilities in a Web 3.0 World, U.S. Wiley